# Norma Anderson
Norma V. Anderson, född 7 juni 1932 i Elyria i Ohio i USA, är en amerikansk affärskvinna och tidigare ledamot för det republikanska partiet i Colorados lagstiftande församling, där hon valdes in som republikan från Jefferson County. Hon var ledamot av Colorados representanthus 1987–1998. och var därefter senator i Colorados senat 1999–2006. Hon var under denna tid majoritetsledare i representanthuset 1997–1998 och i senaten 2003–2006. 
Hon avgick ur Colorados senat 2006.
Hon bor i Lakewood i Colorado och har tre barn.

## Målet Trump mot Anderson
Norma Anderson var tillsammans med fem andra republikaner kärande i rättegångsärendet Målet Anderson mot Griswold, i vilket dessa kräver att delstaten Colorado inte skulle tillåta USA:s tidigare president Donald Trump som kandidat i presidentvalet i USA 2024 för delstaten, med hänvisning till upprorsparagrafen i det 14:e tillägget till USA:s konstitution. Trump was ultimately disqualified from the Colorado Republican primary; it was the first time a presidential candidate had ever been barred from running because of the clause.
Colorados högsta domstol beslöt i december 2023 att upprorsklausulens förbud är giltigt beträffande Trump på grund av upproret på Kapitolium den 6 januari 2021. Donald Trump överklagade därefter domstolsutslaget till USA:s högsta domstol i den fråga som därmed blev känd som Målet Trump mot Anderson.